# Hybanthus puberulus
Hybanthus puberulus är en violväxtart som beskrevs av Michael George Gilbert. Hybanthus puberulus ingår i släktet Hybanthus och familjen violväxter. Inga underarter finns listade i Catalogue of Life.